# Police Car
Police Car je krátký experimentální film, který natočil velšský hudebník John Cale v roce 1966. Dosahuje délky jedné minuty a 28 sekund a jsou v něm vidět pouze blikající světla policejního automobilu, občas jedno, jindy dvě. Cale jej natočil v příkopu na opravované silnici nedaleko Chelseaského mostu v Londýně. Natočil jej za 8mm kameru zapůjčenou od Kate Heliczerové. Později byl vydán v antologii Fluxfilm, v níž byli dále zastoupeni například Paul Sharits, George Maciunas a Yoko Ono. Cale na film na dlouhá léta zcela zapomněl, změnilo se to až ve chvíli, kdy mu někdo zavolal v reakci na recenzi antologie v The New York Times. V roce 2015 byl film promítán na Akademii výtvarných umění v Praze, přičemž snímek uváděl umělec Milan Knížák.